# Cal Dooley
Calvin M. „Cal“ Dooley (* 11. Januar 1954 in Visalia, Kalifornien) ist ein US-amerikanischer Politiker. Zwischen 1991 und 2005 vertrat er den Bundesstaat Kalifornien im US-Repräsentantenhaus.

## Werdegang
Cal Dooley wuchs auf der Farm seiner Eltern auf und besuchte bis 1972 die Hanford Union High School. Danach studierte er bis 1977 an der University of California in Davis Landwirtschaft sowie anschließend bis 1987 an der Stanford University Wirtschaftslehre. Danach arbeitete als Rancher. Gleichzeitig schlug er als Mitglied der Demokratischen Partei eine politische Laufbahn ein. In den Jahren 1987 bis 1990 arbeitete er für die kalifornische Staatssenatorin Rose Ann Vuich.
Bei den Kongresswahlen des Jahres 1990 wurde Dooley im 17. Wahlbezirk von Kalifornien in das US-Repräsentantenhaus in Washington, D.C. gewählt, wo er am 3. Januar 1991 die Nachfolge von Charles Pashayan antrat, den er zuvor besiegt hatte. Nach sechs Wiederwahlen konnte er bis zum 3. Januar 2005 sieben Legislaturperioden im Kongress absolvieren. Seit 1993 vertrat er dort als Nachfolger von Bill Thomas den 20. Distrikt seines Staates. In seine Zeit als Kongressabgeordneter fielen die Terroranschläge am 11. September 2001, der Irakkrieg und der Militäreinsatz in Afghanistan. Im Jahr 2002 stimmte er als einer von 81 demokratischen Abgeordneten für den Irakkrieg. Später bedauerte er sein damaliges Votum.
1994 verzichtete er auf eine weitere Kandidatur. Seit dem Ende seiner Zeit im US-Repräsentantenhaus ist Dooley in führenden Funktionen in der Wirtschaft tätig. Von 2008 bis 2018 war er CEO des American Chemistry Council, der Handelsvereinigung der amerikanischen Chemieunternehmen. Zuvor war er unter anderem Präsident und CEO der Food Products Association und der Grocery Manufacturers Association. Cal Dooley ist verheiratet und hat zwei Töchter.
Für 2018 wurde ihm die Chemical Industry Medal zugesprochen.